# Adolf Franke (Chemiker)
Adolf Franke (* 19. Februar 1874 in Wien; † 1. Januar 1964) war ein österreichischer Chemiker.

## Leben
Adolf Franke studierte Chemie und promovierte 1899 bei Adolf Lieben an der Universität Wien und habilitierte sich für analytische Chemie. Im Jahr 1924 wurde er zum ordentlichen Professor ernannt und Leiter des Zweiten Chemischen Institutes der Universität Wien. Sein Forschungsgebiet war die analytische Chemie unter besonderer Berücksichtigung der Experimentalchemie. Franke wurde mit dem Lieben-Preis der Österreichischen Akademie der Wissenschaften ausgezeichnet.